# Ermita del Calvari de Corbera d'Ebre
L'Ermita del Calvari de Corbera d'Ebre és una obra de Corbera d'Ebre (Terra Alta) inclosa a l'Inventari del Patrimoni Arquitectònic de Catalunya.

## Descripció
Ermita d'una nau central amb capelles laterals, de planta rectangular i absis poligonal de tres costats. Sagristia, en un dels seus laterals, amb forts contraforts i cimbori octogonal. Presenta un porxo obert a la façana principal, amb arcs de mig punt per sobre el qual hi ha una rosassa prou dimensionada. La porta d'accés és de carreus, dovellada i tot el conjunt de maçoneria en la seva quasi totalitat, ha estat revocada i pintada en blanc. La coberta a dues aigües de teula àrab.

## Història
L'actual ermita ha estat restaurada per la Direcció General d'Arquitectura l'any 1973, sembla aproximadament del segle xviii, encara que molt possiblement sobre una altra anterior. Culmina una ruta serpentejant en la qual es bastiren els pilons del Via Crucis.